# Javier Navarro Rodríguez
Javier Navarro Rodríguez (Tala, 27 de outubro de 1949) é um clérigo mexicano e bispo católico romano de Zamora.
Javier Navarro Rodríguez foi ordenado sacerdote em 23 de dezembro de 1978.
Em 15 de abril de 1992, o Papa João Paulo II o nomeou Bispo Titular de Voncaria e Bispo Auxiliar de Guadalajara. O arcebispo de Guadalajara, cardeal Juan Jesús Posadas Ocampo, o consagrou bispo em 5 de junho do mesmo ano; Os co-consagradores foram Manuel Pérez-Gil y González, arcebispo de Tlalnepantla, e Francisco Raúl Villalobos Padilla, ex-bispo de Saltillo.
Em 20 de janeiro de 1999 foi nomeado Bispo de San Juan de los Lagos. 
Em 3 de maio de 2007, foi nomeado Bispo de Zamora e empossado em 25 de julho do mesmo ano. 
Navarro é atualmente vice-presidente da Conferência Episcopal Mexicana.